# Agnieszka Jarmużek
Agnieszka Jarmużek (ur. 3 lutego 1984) – polska lekkoatletka specjalizująca się w rzucie dyskiem i pchnięciu kulą.

## Kariera
Medalistka mistrzostw Polski, zarówno w hali jak i na stadionie. Jej najbardziej wartościowym międzynarodowym osiągnięciem jest 4. lokata podczas mistrzostw Europy juniorów (Tampere 2003). Reprezentantka kraju na Uniwersjadzie oraz w zimowym pucharze Europy w rzutach.
Zawodniczka AZS-AWF Biała Podlaska.

## Rekordy życiowe
- rzut dyskiem – 59,74 (2009)
- pchnięcie kulą (hala) – 16,10 (2009)